# Tcl
Tcl, sigla de Tool Command Language (Linguagem de Comandos de Ferramentas), é uma linguagem de programação para scripts criada por John Ousterhout, de fácil aprendizagem, mas muito poderosa. Tcl pode ser utilizada numa vasta gama de aplicações, sendo bastante utilizada para a escrita de programas com interface gráfica, onde geralmente se utiliza a sua extensão Tk Toolkit, a interface gráfica padrão para o Tcl (e para outras linguagens de programação).
Tcl é open source e pode executar em diferentes plataformas, como Linux (e outros sistemas
operacionais UNIX-like), Microsoft Windows e Mac OS X.

## História
Tcl foi criada em 1988 pelo professor John Ousterhout da Universidade da Califórnia, Berkeley. John escreveu um editor (mx) e um emulador (tx) que tinham como linguagem básica o Tcl, ambos criados na época do X10. Naqueles tempos ele já pensava em criar um framework para programas com interface gráfica.

## Aplicações
Tcl foi projetada para ser uma linguagem flexivel com um núcleo pequeno.
Tcl tem sido usada quase em tudo desde os servidores web da AOL até o controle de rede da grande emissora de televisão NBC.
O próprio site oficial da linguagem roda em um servidor web escrito em Tcl, o tclhttpd.
Ela também pode ser usada como uma linguagem de web convencional.
Com a extensão TK é possivel criar diversas interfaces gráficas robustas. Existem outras aplicações como para Banco de dados e Teste/ Qualidade assegurada.

## Exemplos de código

### Programa Olá Mundo
```
#!/usr/bin/tclsh

puts
 
"Olá, Mundo!"

```

### Comandos comuns
```
#!/usr/bin/tclsh

proc
 
foo
 
{
 
n
 
}
 
{

   
for
 
{set
 
x
 
0
}
 
{
$x
<
$n
}
 
{
incr
 
x
}
 
{

      
puts
 
-
nonewline
 
"$x."

   
}

}

foo
 
50

```

Tcl é uma linguagem baseada em funções imperativas de forma que usem comandos reformulados. No exemplo, "proc", "for" e "puts" são comandos pré-definidos pela linguagem. Já "foo" é usado como um comando, porém foi definido pelo usuário.
O interpretador é fortemente baseado em interpretação de strings, por isso não seria possível, por exemplo, escrever:
```
proc
 
bar
 
{
 
n
 
}

{

   
puts
 
$n

}

```

Pois o que diz ao interpretador que "vem mais" nas próximas linhas é justamente o "{" no fim da linha atual. O código acima devolveria um erro. Exemplos:
```
set
 
x
 
0
         
#
 
cria
 
uma
 
variável
 
chamada
 
'
x
'
 
com
 
valor
 
0
.

expr
 
$x
 
*
 
2
     
#
 
multiplica
 
x
 
por
 
2

for
 
{set
 
i
 
0
}
 
{
i
<
50
}
 
{
incr
 
i
}
 
{

   
# for estilo C

}

```

### Números perfeitos
Este é um exemplo de um comando que imprime os 4 primeiros números perfeitos. Para usá-lo basta chamá-lo com a quantidade de números perfeitos desejada. Ex: numsPerfeitos 5
```
#!/usr/bin/tclsh

proc
 
numsPerfeitos
 
{
 
n
 
}
 
{

   
set
 
i
 
0

   
set
 
numPerfeito
 
0

   
while
 
{
$i
 
<
 
$n
}
 
{

      
incr
 
numPerfeito

      
set
 
somaNum
 
0

      
for
 
{set
 
j
 
1
}
 
{
$j
 
<
 
$numPerfeito
}
 
{
 
incr
 
j
}
 
{

         
if
 
{
$numPerfeito
 
%
 
$j
 
==
 
0
 
}
 
{

            
set
 
somaNum
 
[expr
 
$somaNum
 
+
 
$j
]

         
}

      
}

      
if
 
{
$somaNum
 
==
 
$numPerfeito
}
 
{

         
puts
 
$numPerfeito

         
incr
 
i

      
}

   
}

}

numsPerfeitos
 
4

```